# Михара (город)
Михара (яп. 三原市 Михара-си) — город в Японии, находящийся в префектуре Хиросима. Площадь города составляет 471,19 км², население — 97 068 человек (1 июля 2014), плотность населения — 206,01 чел./км².

## Географическое положение
Город расположен на острове Хонсю в префектуре Хиросима региона Тюгоку. С ним граничат города Ономити, Такехара, Хигасихиросима и посёлок Сера.

## Население
Население города составляет 97 068 человек (1 июля 2014), а плотность — 206,01 чел./км². Изменение численности населения с 1980 по 2005 годы:
| 1980 | 109 236 чел. |  |
| 1985 | 111 108 чел. |  |
| 1990 | 110 524 чел. |  |
| 1995 | 108 617 чел. |  |
| 2000 | 106 229 чел. |  |
| 2005 | 104 196 чел. |  |

## Инфраструктура
В городе находится аэропорт Хиросима, одним из крупнейших в одноимённой префектуре.

## Символика
Деревом города считается камфорное дерево, цветком — цветок сливы японской.